# غيورغيا
غيورغيا (بالإيطالية: Giorgia)‏ هي مغنية مؤلفة ومنتجة أسطوانات وموسيقية ومغنية إيطالية، ولدت في 26 أبريل 1971 في روما في إيطاليا.

## وصلات خارجية
- الموقع الرسمي
- غيورغيا على موقع IMDb (الإنجليزية)
- غيورغيا على موقع ميوزك برينز (الإنجليزية)
- غيورغيا على موقع أول ميوزيك (الإنجليزية)
- غيورغيا على موقع ديسكوغز (الإنجليزية)